# Daucus virgatus
Daucus virgatus là một loài thực vật có hoa trong họ Hoa tán. Loài này được (Poir.) Maire mô tả khoa học đầu tiên năm 1932.